# Conselho Nacional das Mulheres Portuguesas

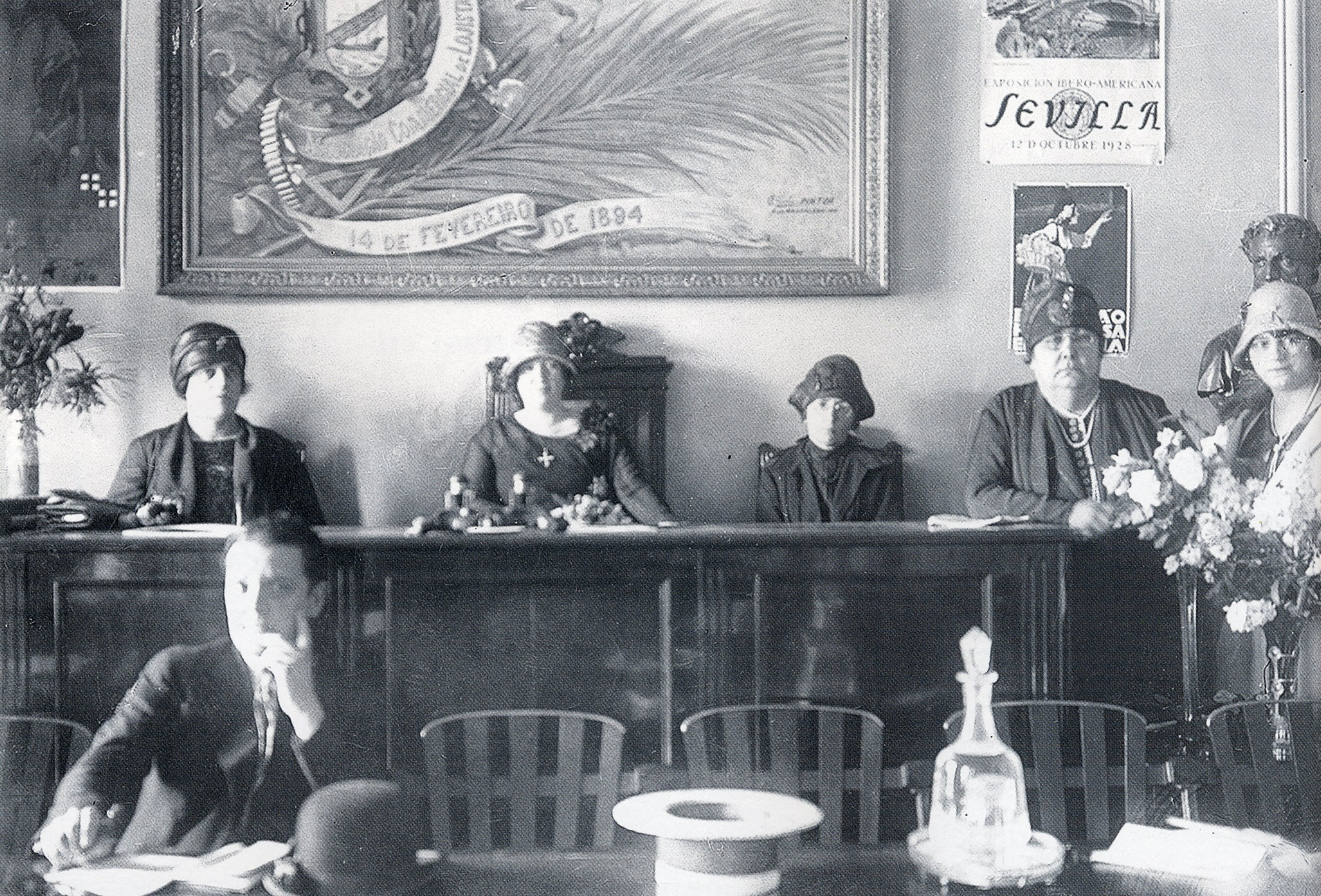
Congresso Feminista Lisboa 1928

Conselho Nacional das Mulheres Portuguesas  var en organisation för kvinnors rättigheter i Portugal, verksam 1914–1947.   Det var den största rösträttsföreningen för kvinnor i Portugal och räknas som den första renodlade kvinnorättsrörelsen där. 